# 일렉트로닉 엔터테인먼트 엑스포

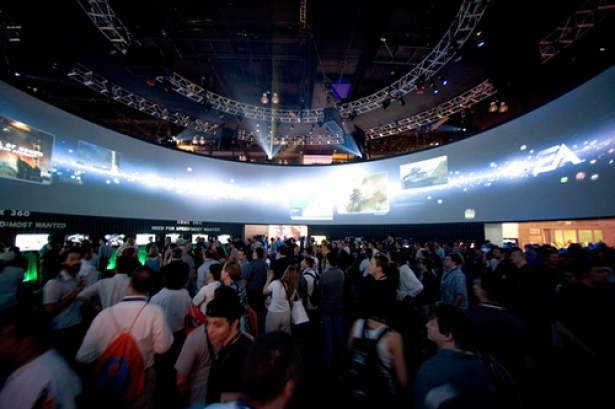

일렉트로닉 엔터테인먼트 엑스포(영어: Electronic Entertainment Expo 줄여서 E3)는 미국에서 매년 개최하는 비디오 게임 관련 행사였다. 엔터테인먼트 소프트웨어 협회가 주최를 하며, 많은 비디오 게임 개발자들이 E3에서 새로 출시될 게임이나 게임과 관련된 하드웨어를 선보였다.
E3는 비디오 게임 산업분야에 있어 최고의 행사로 널리 알려져 있다. 저명한 비디오 게임 관련 비평가들은 매회 E3를 보도하며 E3에 관한 시상을 하기도 한다. 비디오 게임 회사들은 일반적으로 다른 컨벤션에서보다 E3를 위한 제품 소개에 더 많은 돈을 투자한다. 비평가들은 종종 (연말 대상 시상식과 비슷하게) 최고의 E3 시상식을 하기도 하는데, 오직 E3만이 지속적으로 이러한 시상식을 갖추고 있다.
2005년에는 약 70,000 명, 2006년에는 60,000 명이라는 기록적인 관람객 수를 달성한 후, E3는 2007년과 2008년에는 초대에 의해서만 참관할 수 있는 행사로 바뀌었다. 이 동안에는 모두를 위한 엔터테인먼트 행사라는 또 다른 컨퍼런스가 대중들에게 공개되었으나, 이전의 E3만큼 성공하지 못했다. 이로 인해 E3는 2009년에 다시 공개적인 행사가 되었다. E3는 로스앤젤레스 컨벤션 센터에서 매해 5월 하순이나 6월 초순에 열린다. 2007년에는 예외적으로 7월 11일부터 7월 13일까지 캘리포니아의 샌타모니카에서 개최되었다.
2023년 12월 12일, 엔터테인먼트 소프트웨어 협회는 E3가 영구적으로 중단됐다고 발표했다.

## 역사
E3가 열리기 전에 대부분의 게임 개발자들은 소비자 가전 전시회나 유럽 컴퓨터 전시회 등을 이용했다.
E3는 IDG 인포테인먼트 월드가 처음 개최하였으며, 인터렉티브 디지털 소프트웨어 협회(지금의 엔터테인먼트 소프트웨어 협회)가 공동으로 개최하였다. 이 박람회는 세가 세턴의 발매와 이후에 출시될 플레이스테이션, 버추얼 보이, 네오지오 CD라는 새 세대의 콘솔과 함께 시작하였다. (후에 닌텐도 64로 개명한) 닌텐도 울트라 64의 제품 사앙도 공개되었으나, 기기는 전시되지 않았다.
인터렉티브 디지털 소프트웨어 협회는 원래 소비자 가전 전시회에서 게임 개발자들을 위한 공간을 마련해달라고 요구했지만, 초대받은 등록자만 전시회를 관람할 수 있도록 입장 제한을 할 수는 없다는 답변을 들었다. IDG 인포테인먼트 월드의 최고 경영자 패트릭 페럴은 자회사의 마케팅 담당 부사장을 통해 그 답변을 들었으며, 그 후 인포테인먼트 월드의 관리팀은 즉시 E3의 개최를 발표했다. 해당 분야의 사업에 관한 전반적인 지원이 필요했기 때문에 페럴은 IDG와 인터렉티브 디지털 소프트웨어 협회간의 제휴 협상을 하였다. 그 후 몇 년 동안 두 회사는 E3를 함께 주최하였다.
전시회는 1995년 캘리포니아주 로스앤젤레스에서 5월 11일부터 13일까지 열렸다. 기조 연설자로는 미국 세가의 사장 및 최고 경영자인 토마스 칼린스키, 소니 일렉트로닉 퍼블리싱 컴패니의 사장 올라프 올랍슨, 북미 닌텐도의 사장 하워드 링컨이었다. 첫 E3 쇼는 역사상 가장 큰 전시회 발족 중 하나였다. 전시장의 길이는 약 365킬로미터였으며, 80,000명이 넘는 관람객이 방문하였다.

## 구획
2007년에 열린 E3쇼는 샌타모니카 지역에 있는 호텔들의 스위트 룸과 회의실에서 열렸다. 바커 행거 전시장이 소프트웨어 전시에 사용되었다.

### 쇼 플로어
E3가 로스앤젤레스에서 개최될 때 쇼는 켄샤 홀, 펫트리 홀, 사우스 홀, 컨코스 홀, 웨스트 홀, 이렇게 총 다섯 개의 홀로 나뉜다. 게임 회사들은 부스 설치 공간을 발빠르게 구입하며, 그들 중 일부는 대작을 선보이기 위해 정교한 디스플레이와 구조를 만드는 데 수 백 억을 투자하기도 했다.
한때 E3는 소음과 복잡함을 지적 받았으나 현재 소음은 많이 줄어들었다. 최근(2005, 2006) EA같은 회사들은 이전 년도에 비해 소리를 크게 줄이기도 하였다. 그러나 어느 시점부터 업체들이 근처 전시 업체와 경쟁하기 위해 볼륨을 올려 소음 수준이 증가하였다. 일부 부스에서는 고함 소리가 나기도 했다. 그러는 동안 2006년에는 관람객이 전년보다 10,000명 정도 줄어들게 되었다. 주최측에 따르면 이는 산업 인증이 엄격하게 요구되었기 때문에 발생한, 예정된 변화이었다고 한다.
2004년에 액티비젼은 엑스멘 레전드와 토니 호크 언더그라운드 2를 홍보하기 위해 스탠 리와 토니 호크를, 비벤디 유니버설 게임즈는 리딕 연대기: 부처 베이 탈출을 홍보하기 위해 빈 디젤을 불러왔다. 유명 인사들은 대개 몇 시간만 있다 갔으므로, 관람객들은 이들을 보기 위해 줄을 길게 서야했다.

### 컨코스 홀과 로비
컨코스 홀과 웨스트 홀, 사우스 홀 로비는 다른 홀들과 연결되어있다. 로비에서는 관람객 등록이나 일반적인 안내가 이루어진다. 가방 보관이나 일간지 등도 로비에서 해결할 수 있다. 로비는 로스앤젤레스 컨벤션 센터만의 독특한 유리 구조물이기도 하다.

### 사우스 홀
로스앤젤레스 컨벤션 센터에서 가장 큰 전시 공간이다. 북미 및 유럽의 대규모 개발사들은 일반적으로 이곳에서 전시회를 연다.

### 켄샤 홀과 펫트리 홀
켄샤 홀은 두 번째로 작은 홀, 팻트리 홀은 가장 작은 홀이다. 펫트리 홀에는 주로 아타리와 미드웨이 게임즈의 대규모 부스가 설치된다. 켄샤 홀은 대규모의 부스를 설치할 자금이 부족한 소규모 개발자들이 주로 사용한다. 그래서 E3가 열릴 때 켄샤 홀은 마치 상점가 비슷한 모양을 띈다.

### 웨스트 홀
웨스트 홀은 아시아 지역의 대규모 회사들이 주로 사용한다. 보통은 닌텐도나 소니 부스가 이곳에 위치한다. 웨스트 홀은 또한 잠시동안 비공개 기자실로 이용되기도 한다. 이곳은 TV 스튜디오나, IGN이나 1UP.com, 게임스파이, 게임스팟 등 대규모 게임 미디어의 본거지로 사용된다.

## 온라인 일정 시스템
일반 전시회외에도 E3는 많은 온라인 사이트를 지원한다. 2006년에는 E365라는 사이트가 도입되었는데,, 관람객들은 이 온라인 커뮤니티 사이트를 인맥을 만들거나, 회의 일정을 정하는 데 사용하였다. 이는 고속 전신과 업무용 통합 메신저를 사용해 이뤄낸 일이었다.

## 미디어의 보도
많은 웹사이트와 블로그들은 온라인 방송과, 게임 프리뷰, 게임 미디어와 블로그 포스팅을 통해 E3를 보도해왔다. 이는 IGN, 게임스팟, 스크류어택, 코타쿠, 1UP.com, 게임스레이다, 머시니마, 게임트레일러스, VG차트에만 국한되는 내용이 아니다.
전 세계의 전문 기자들이 E3를 취재한다. 자격 증면은 행사 전이나 웹사이트 상에서 완료된다. 원래 E3의 취재는 거의 전적으로 게임 잡지 기자들이 주도하였으나 일반 TV 리포터나 신문 기자, 인터넷 기자, 팬사이트 기자들도 취재에 나서게 되었다. 이들 중 대부분이 소비자용 수준의 디지털 비디오나 카메라를 가지고 참관한다.
퓨처 퍼블리싱은 무료 공식 일간지를 주최측 대신으로 발행한다. 이전에는 지프 데이비스 미디어가 "쇼데일리"에서 이 매거진을 발행했다. 매거진에는 뉴스와 쇼 플로어의 지도가 실려있다.
전통적으로 많은 미디어들이 E3의 다양한 분야를 선정한다. 시상 분야로는 일반적으로 최고의 전시, 최고의 트레일러, 최고의 게임, 최고의 PS3 게임, 최고의 Xbox 360 게임, 최고의 액션 게임, 최고의 하드웨어가 있다. 게임 크리틱 어워드의 최고의 전시가 가장 권위 있는 시상분야이다.
G4는 2005년부터 2010년까지 해마다 E3를 생중계했다. 취재는 이벤트가 열리는 주의 4일 동안 3시간씩 이루어졌다.

## 협회 탈퇴
게임 인포머에 따르면, 비디오 게임 회사인 액티비전과 비벤디 게임즈는 ESA에서 탈퇴했다. 액티비전 블리자드의 CEO 바비 코틱은 인터뷰에서 ESA 탈퇴에 관한 질문에 대해 "ESA에는 산업 상의 문제가 아닌 그들 자체의 문제가 있다"면서, ESA 대신 정부에 대응할 그들만의 실행 위원회가 필요하다고 답했다.
그러나 액티비전은 2009년, 2010년 E3에 참여해 자사의 게임을 선보였다. 하지만 액티비전 블리자드의 반쪽인 블리자드 엔터테인먼트 더 이상 E3에 참여하지 않으며, 블리즈컨이라는 자회사의 이벤트를 개최한다.

## 행사 역사
| 행사 이름                       | 날짜              | 위치                                                   | 참석자 | 주요 프레젠터                                                                                            |
| ------------------------------- | ----------------- | ------------------------------------------------------ | ------ | --- |
| E3 1995                         | May 11–13, 1995   | 로스앤젤레스 컨벤션 센터, 로스 앤젤레스, 캘리포니아 주 | 40,000 | 닌텐도, 세가 게임스, 소니                                                                                |
| E3 1996                         | May 16–18, 1996   | 로스앤젤레스 컨벤션 센터, 로스 앤젤레스, 캘리포니아 주 | 57,795 | 닌텐도, 세가 게임스, Scavenger, Inc., 소니                                                               |
| E3 1997                         | June 19–21, 1997  | 조지아 월드 콩그레스센터, 애틀랜타, 조지아 주          |        | 닌텐도, 세가 게임스, 소니                                                                                |
| E3 1998                         | May 28–30, 1998   | 조지아 월드 콩그레스센터, 애틀랜타, 조지아 주          |        | 닌텐도, 세가 게임스, 소니                                                                                |
| E3 1999                         | May 13–15, 1999   | 로스앤젤레스 컨벤션 센터, 로스앤젤레스, 캘리포니아 주  |        | 닌텐도, 세가 게임스, 소니                                                                                |
| E3 2000                         | May 11–13, 2000   | 로스앤젤레스 컨벤션 센터, 로스앤젤레스, 캘리포니아 주  |        | 마이크로소프트, 닌텐도, 세가 게임스, 소니                                                                |
| E3 2001                         | May 17–19, 2001   | 로스앤젤레스 컨벤션 센터, 로스앤젤레스, 캘리포니아 주  |        | 마이크로소프트, 닌텐도, 세가 게임스, 소니                                                                |
| E3 2002                         | May 22–24, 2002   | 로스앤젤레스 컨벤션 센터, 로스앤젤레스, 캘리포니아 주  |        | 마이크로소프트, 닌텐도, 소니                                                                             |
| E3 2003                         | May 14–16, 2003   | 로스앤젤레스 컨벤션 센터, 로스앤젤레스, 캘리포니아 주  |        | 마이크로소프트, 닌텐도, 소니                                                                             |
| E3 2004                         | May 11–13, 2004   | 로스앤젤레스 컨벤션 센터, 로스앤젤레스, 캘리포니아 주  |        | 마이크로소프트, 닌텐도, 소니                                                                             |
| E3 2005                         | May 18–20, 2005   | 로스앤젤레스 컨벤션 센터, 로스앤젤레스, 캘리포니아 주  |        | 마이크로소프트, 닌텐도, 소니                                                                             |
| E3 2006                         | May 10–12, 2006   | 로스앤젤레스 컨벤션 센터, 로스앤젤레스, 캘리포니아 주  |        | 마이크로소프트, 닌텐도, 소니                                                                             |
| E3 Media & Business Summit 2007 | July 11,–13, 2007 | Santa Monica Airport, Santa Monica, California         | 10,000 | 마이크로소프트, 닌텐도, 소니                                                                             |
| E3 Media & Business Summit 2008 | July 15,–17, 2008 | 로스앤젤레스 컨벤션 센터, 로스 앤젤레스, 캘리포니아 주 | 10,000 | 마이크로소프트, 닌텐도, 소니                                                                             |
| E3 2009                         | June 2–4, 2009    | 로스앤젤레스 컨벤션 센터, 로스 앤젤레스, 캘리포니아 주 | 41,000 | 마이크로소프트, 닌텐도, 소니                                                                             |
| E3 2010                         | June 14–17, 2010  | 로스앤젤레스 컨벤션 센터, 로스 앤젤레스, 캘리포니아 주 | 45,600 | 일렉트로닉 아츠, 코나미, 마이크로소프트, 닌텐도, 소니, 유비소프트                                        |
| E3 2011                         | June 7–9, 2011    | 로스앤젤레스 컨벤션 센터, 로스 앤젤레스, 캘리포니아 주 | 46,800 | 일렉트로닉 아츠, 코나미, 마이크로소프트, 닌텐도, 소니, 유비소프트                                        |
| E3 2012                         | June 5–7, 2012    | 로스앤젤레스 컨벤션 센터, 로스 앤젤레스, 캘리포니아 주 | 45,700 | 일렉트로닉 아츠, 코나미, 마이크로소프트, 닌텐도, 소니, 유비소프트                                        |
| E3 2013                         | June 11–13, 2013  | 로스앤젤레스 컨벤션 센터, 로스 앤젤레스, 캘리포니아 주 | 48,200 | 일렉트로닉 아츠, 코나미, 마이크로소프트, 닌텐도, 소니, 유비소프트                                        |
| E3 2014                         | June 10–12, 2014  | 로스앤젤레스 컨벤션 센터, 로스 앤젤레스, 캘리포니아 주 | 48,900 | 일렉트로닉 아츠, 마이크로소프트, 닌텐도, 소니, 유비소프트                                                |
| E3 2015                         | June 16–18, 2015  | 로스앤젤레스 컨벤션 센터, 로스 앤젤레스, 캘리포니아 주 | 52,200 | 베데스다 소프트웍스, 일렉트로닉 아츠, 마이크로소프트, 닌텐도, Oculus VR, 소니, 스퀘어 에닉스, 유비소프트 |
| E3 2016                         | June 14–16, 2016  | 로스앤젤레스 컨벤션 센터, 로스 앤젤레스, 캘리포니아 주 | 50,300 | 베데스다 소프트웍스, 일렉트로닉 아츠, KADOKAWA, 마이크로소프트, 닌텐도, 소니, 스퀘어 에닉스, 유비소프트  |
| E3 2017                         | June 13–15, 2017  | 로스앤젤레스 컨벤션 센터, 로스 앤젤레스, 캘리포니아 주 | 68,400 | 베데스다 소프트웍스, 일렉트로닉 아츠, 인텔, 마이크로소프트, 닌텐도, 소니, 유비소프트                     |
| E3 2018                         | June 12–14, 2018  | 로스앤젤레스 컨벤션 센터, 로스 앤젤레스, 캘리포니아 주 |        | |

## 같이 보기
- 지스타
- 도쿄 게임 쇼
- 게임 개발자 회의
- 게임스컴
- 소비자 가전 전시회